# Girolamo Giovinazzo
Girolamo Giovinazzo (* 10. září 1968 Řím) je bývalý italský zápasník–judista, olympijský medailista z roku 1996 a 2000.

## Sportovní kariéra
Judu se věnoval od svých 5 let. Připravoval se v Římě v klubu Fiamme Gialle pod vedením Gianfranca Velletraniho a Felice Marianiho. V italské reprezentaci se pohyboval od roku 1986 v superlehké váze do 60 kg, v prvních letech jako dvojka za Marinem Cattedrou. V roce 1988 a 1992 prohrál s Cattedrou nominaci na letní olympijské hry.
Od roku 1993 byl reprezentační jedničkou a v roce 1996 se kvalifikoval na své první olympijské hry v Atlantě. Olympijské los mu nepřál, ale na turnaj přijel ve výborné formě. V úvodním kole narazil na úřadujícího mistra Evropy Gruzínce Giorgi Vazagašviliho a vybodoval ho technikou tomoe-nage. Ve druhém kole si poradil na ippon s Francouzem Franckem Chambillym a nakonec postoupil až do finále. Ve finále superlehké váhy se utkal s Japoncem Tadahiro Nomorou. V zápase se hned v úvodu ujal vedení po zvedačce na juko, ale náskok do konce zápasu neudržel. V polovině zápasu jeho soupeř vyrovnal technikou o-guruma a vzápětí obdržel rozdílové šido (koka) za pasivitu. V poslední minutě neustál Nomurův výpad seoi-nage a získal stříbrnou olympijskou medaili.
V roce 1999 přešel po nevýrazných výsledcích do vyšší pololehké váhy do 66 kg, ve které se kvalifikoval v roce 2000 na olympijské hry v Sydney. V semifinále nastoupil proti úřadujícímu mistru světa Larbi Benboudaoudovi z Francie. Od úvodních sekund bránil na hranici pasivity Francouzův hluboký úchop na západech. Po minutě boje nevydrželo jeho koleno soupeřův výpad ko-uči-gari a prohrál na ippon. Do boje o třetí místo nastoupil přes zranění proti mladému Íránci Araši Mir'esmaejlí. Zápas poctivě odbránil a po verdiktu sudích tzv. hantei získal bronzovou olympijskou medaili. Vzápětí ukončil sportovní kariéru. Věnuje se trenérské práci.

## Výsledky
| Turnaj             | 1986            | 1987            | 1988            | 1989            | 1990            | 1991            | 1992            | 1993            | 1994            | 1995            | 1996            | 1997            | 1998            | 1999      | 2000      |
| Turnaj             | 18              | 19              | 20              | 21              | 22              | 23              | 24              | 25              | 26              | 27              | 28              | 29              | 30              | 31        | 32        |
| Turnaj             | superlehká váha | superlehká váha | superlehká váha | superlehká váha | superlehká váha | superlehká váha | superlehká váha | superlehká váha | superlehká váha | superlehká váha | superlehká váha | superlehká váha | superlehká váha | pololehká | pololehká |
| ------------------ | --------------- | --------------- | --------------- | --------------- | --------------- | --------------- | --------------- | --------------- | --------------- | --------------- | --------------- | --------------- | --------------- | --------- | --------- |
| Olympijské hry     |                 |                 | —               |                 |                 |                 | —               |                 |                 |                 | 2.              |                 |                 |           | 3.        |
| Mistrovství světa  |                 | —               |                 | —               |                 | úč.             |                 | úč.             |                 | úč.             |                 | úč.             |                 | úč.       |           |
| Mistrovství Evropy | —               | —               | —               | —               | úč.             | —               | úč.             | úč.             | 1.              | 3.              | 3.              | 3.              | úč.             | 2.        | 3.        |
| MS juniorů         | 5.              |                 |                 |                 |                 |                 |                 |                 |                 |                 |                 |                 |                 |           |           |
| ME juniorů         | 5.              | ?               | 1.              |                 |                 |                 |                 |                 |                 |                 |                 |                 |                 |           |           |